# 아미르 하다드
아미르 하다드(히브리어: עמיר חדד, 프랑스어: Amir Haddad, 1984년 6월 20일 ~ )는 프랑스-이스라엘의 가수이다. 유로비전 송 콘테스트 2016에서 프랑스 대표로 참가했다.
파리 출신으로, 모로코계와 튀니지계 유대인 부모 사이에서 태어났다.